# Mário Marques (futebolista)
Mário Marques Coelho, ou apenas Mário Marques (Rio de Janeiro, 24 de março de 1957), é um treinador e ex-futebolista brasileiro, que atuava como meia. Atualmente está sem clube.

## Carreira
Mário Marques começou a carreira profissional no Fluminense, clube que também defendeu nas categorias inferiores. Passou ainda pela Inter de Limeira, Bangu, Goiás, Vasco, retornou novamente ao Bangu, Sporting e encerrou  a carreira de jogador no Estrela da Amadora.
Em seguida passou a ser treinador de futebol, pelo qual iniciou-se no ABC de Natal, e em seguida foi para o Vitória, pelo qual esteve como interino. e retomou como treinador principal, passando pelas seguintes equipes:Olaria, Portuguesa da Ilha, America do Rio, Angra dos Reis, Nova Iguaçu, Cardoso Moreira, Boavista,  Macaé. e esteve anteriormente como treinador das categorias de base do Fluminense, onde também esteve como interino na equipe principal
, passou ainda pelo Duque de Caxias e pelo Goytacaz. Em 2013, retorna ao comando do Duque de Caxias, com a missão de salvar-ló do descenso.
No início de 2014, assumiu novamente o Angra dos Reis, mas ficando por pouco tempo, pois aceitou pra ser o novo comandante do Bangu onde saiu depois da disputa do Campeonato Carioca de 2015. em maio de 2015, acertou pra ser comandante do Gonçalense.

## Títulos

### Como jogador
Fluminense
- Campeonato Carioca: 1980

Sporting
- Supertaça Cândido de Oliveira: 1987